# Muscle droit fémoral
 (mars 2013).
Le muscle droit fémoral (ou muscle droit antérieur de la cuisse) est un muscle du membre inférieur situé dans la loge fémorale antérieure et constituant le chef le plus superficiel du muscle quadriceps fémoral.

## Description
Le muscle droit fémoral est un muscle plat et fusiforme qui relie l'os coxal et le fémur au tibia.
Il est bi-articulaire pouvant mobiliser l'articulation coxale et l'articulation du genou.

## Origine
Le muscle droit fémoral prend naissance par trois chefs :
- le chef direct qui se fixe par un tendon sur l'épine iliaque antérieure et inférieure,
- le chef réfléchi qui se fixe par un tendon qui passe dans le sillon supra-acétabulaire pour venir s'y insérer dans sa partie moyenne au-dessus du toit de l'acétabulum,
- le chef récurrent qui se fixe par un tendon qui vient s'insérer sur la face antérieure du grand trochanter au niveau de la ligne inter-trochantérique.

## Trajet
Le tendon réfléchi et le tendon récurrent rejoignent presque horizontalement le tendon direct descendant pour s'attacher au corps musculaire. Celui descend superficiellement aux autres chefs du quadriceps pour se terminer par un tendon qui rejoint la patella.

## Terminaison
Les fibres profondes du tendon terminal du muscle droit fémoral s’insère sur le bord antérieur de la base de la patella  et ses fibres superficielles passe au-dessus de la patella en constituant une partie du ligament de la patella qui se termine sur la tubérosité du tibia.

## Innervation
Le muscle droit fémoral est innervé par le rameau du muscle droit fémoral du nerf fémoral.

## Vascularisation
Il est vascularisé par l'artère du droit fémoral, branche de l'artère du quadriceps, elle-même branche de l'artère fémorale.

## Action
Le muscle droit fémoral permet la flexion de la hanche sur le bassin par les chefs réfléchi et récurrent et l'extension de la jambe sur la cuisse par le chef direct
Il permet également d'effectuer une antéversion du bassin si le tibia est fixe.

## Galerie
|                                   |
| Muscle droit fémoral - Animation. |

|                                              |
| Muscles de la face postérieure de la cuisse. |

|                                           |
| Muscle droit fémoral visible en rouge vif |

|                                                  |
| Os coxal, face latérale : insertions musculaires |

|                                                   |
| Face antérieure du fémur : insertions musculaires |

|                                                                 |
| Les artères de la face postérieure de la fesse et de la cuisse. |

|                                                 |
| Section transversale de la cuisse, tiers moyen. |

|                                                       |
| Coupe sagittale de la hanche, sujet couché sur le dos |